# 8040 Уцумікадзухіко
8040 Уцумікадзухіко (8040 Utsumikazuhiko) — астероїд головного поясу, відкритий 16 вересня 1993 року.
Тіссеранів параметр щодо Юпітера — 3,413.
Названо на честь астронома Уцумі Кадзухіко (яп. うつみ かずひこ (内海和彦)).